# Myolepta marinonii
Myolepta marinonii är en tvåvingeart som beskrevs av Luciane Marinoni 2004. Myolepta marinonii ingår i släktet parkblomflugor, och familjen blomflugor. Inga underarter finns listade i Catalogue of Life.